# Concerto per pianoforte e orchestra n. 5 (Prokof'ev)
Il Concerto per pianoforte e orchestra n. 5 in Sol maggiore op. 55, è una composizione di Sergej Prokof'ev scritta nel 1932.

## Storia
Subito dopo aver scritto il quarto concerto per pianoforte e orchestra per Paul Wittgenstein nel 1931, Prokof'ev iniziò una nuova composizione l'estate successiva a Saint-Tropez in una casa che aveva affittato da Jacques Sadoul, giornalista dell'Izvestija. Non contando il concerto in Si bemolle maggiore per mano sinistra, mai eseguito durante la vita del compositore, gli altri concerti per pianoforte e orchestra avevano ormai lanciato Prokof'ev nel mondo musicale occidentale come esecutore-compositore pienamente affermato e conosciuto da un vasto pubblico.
La prima esecuzione del suo nuovo lavoro avvenne a Berlino il 31 ottobre 1932 alla Alte Philharmonie Saal con la Berliner Philharmonisches Orchester diretta da Wilhelm Furtwängler. Il musicista, reduce da una tournée in Unione sovietica, giunse appena in tempo per effetture l'ultima prova con l'orchestra; il direttore gli fece notare che una sola prova non era ovviamente abbastanza per una composizione così difficile, ma avrebbero cercato tutti di fare del proprio meglio. La serata era completata dalla sinfonia di Berlioz Aroldo in Italia in cui Paul Hindemith era la viola solista. In platea erano presenti altri due fra i maggiori compositori dell'epoca: Igor' Stravinskij e Arnold Schönberg.
Il "meglio" auspicato da Furtwängler andò notevolmente bene, a detta di Prokof'ev, tanto che il compositore portò subito in tournée il nuovo concerto toccando Varsavia, Mosca, Leningrado e l'anno seguente gli Stati Uniti dove la direzione orchestrale fu di Frederick Stock, poi di Sergej Kusevickij e quindi di Bruno Walter.

## Struttura e analisi
Il concerto in Sol maggiore è costituito da una singolare suddivisione in cinque brevi movimenti al posto dei canonici tre:
1. Allegro con brio
2. Moderato ben accentuato
3. Toccata. Allegro con fuoco
4. Larghetto
5. Vivo

Il problema principale che Prokof'ev affrontò nello scrivere il suo quinto concerto fu quello di non realizzare una partitura che assomigliasse troppo alle precedenti; allo scopo ideò una scrittura pianistica più leggera, ma al tempo stesso di non facile esecuzione e innovativa. Il maggior equilibrio fra la parte solistica e l'orchestra è creata da una sonorità più essenziale e lucida. Anche se il compositore dichiarò di non aver voluto realizzare una composizione particolarmente difficile, alla fine la scrittura si complicò nel tentativo di non ripetere situazioni già affrontate in precedenti opere; egli cercava una "nuova semplicità" che comunque riconosceva fosse di non agevole comprensione, soprattutto per la nuova e particolare struttura tonale.
Il movimento d'apertura, Allegro con brio, è caratterizzato da una musica aggressiva, con momenti contrastanti; il tono piuttosto burlesco sembra a tratti richiamare aspetti della musica di Petruška; la parte pianistica viene infatti da subito impiegata in notevoli salti di altezza e cambiamenti di accento. Le linee melodiche della sezione orchestrale, espresse prevalentemente dagli archi, si intrecciano sapientemente con la parte pianistica. Un episodio più pacatamente lirico stempera in parte la veemenza e l'irruenza del brano.
Il secondo movimento, Moderato ben accentuato, è una marcia dal ritmo molto marcato il cui il tema, per l'originale struttura melodica, «è uno dei più straordinari e originali mai scritti da Prokof'ev». La musica, ironica e incisiva, è segnata dai ritmi degli ottoni e delle percussioni su cui si inseriscono i veloci passaggi del pianoforte che si alternano via via in  momenti diversi con sempre nuove situazioni strumentali.
La seguente Toccata è un breve brano di puro virtuosismo che prende il posto, a metà concerto, di quella che avrebbe dovuto essere la cadenza solitamente presente alla fine del primo tempo; vengono ripresi i temi del movimento iniziale ma con l'inserimento di nuove arditezze armoniche.
Il Larghetto è il movimento lento e il più lirico dell'intera partitura, unico momento di intensa concessione melodica ed espressiva rispetto al carattere vitalistico e martellante dell'intero brano. Il pianoforte è totalmente integrato nella struttura orchestrale e ricorda l'aspetto melodioso "d'atmosfera" che era proposto nell'Andante del Concerto per la mano sinistra.
Il movimento conclusivo, Vivo, presenta due temi fortemente contrastanti, uno esuberante e spigliato, l'altro dalle sonorità che ricordano motivi tipicamente russi. I continui cambiamenti di indicazioni agogiche che dal Vivo passano all'Appena più mosso al Più mosso poi al Più tranquillo, indicano la grande varietà di situazioni del movimento che, molto vitalistico, presenta anche una parte centrale più intima e contenuta, sostenuta in gran parte dal pianoforte solo. La coda finale consta in un crescendo graduale degli effetti sonori con un garbato motivo degli archi che si trasmette poi a tutta l'orchestra e quindi al pianoforte.

## Organico
Pianoforte solista. Orchestra composta da: ottavino, due flauti, due oboi, due clarinetti, due fagotti, due corni, due trombe, due tromboni, basso tuba, timpani, grancassa, rullante, archi